# Bussières (Saône-et-Loire)
Bussières település Franciaországban, Saône-et-Loire megyében. Lakosainak száma 588 fő (2022. január 1.). Bussières Milly-Lamartine, Pierreclos, Prissé, La Roche-Vineuse, Serrières és Vergisson községekkel határos.

## Népesség
A település népességének változása:
| Lakosok száma | 578  | 566  | 598  | 567  | 573  | 579  | 584  | 586  | 588  |
|               | 2013 | 2015 | 2016 | 2017 | 2018 | 2019 | 2020 | 2021 | 2022 |